# Etana
Etana is een legendarisch figuur uit de geschiedenis van Mesopotamië, die mogelijk aan de basis ligt van een personage dat werkelijk heeft bestaan en uiteindelijk tot mythisch figuur is verheven, zoals de koningen van Uruk Enmerkar, Lugalbanda of Gilgamesj.
Etana was koning van de stadstaat Kish. Onder deze titel komt hij in de Sumerische koningslijst voor, waar hij wordt voorgesteld als "de schaapsherder, die ten Hemel is gerezen en voor de orde in heel het land heeft gezorgd". Dezelfde tekst kent hem een rijk toe dat 1500 jaar heeft bestaan. 
Hij is het hoofdpersonage in het verhaal dat de mythe van Etana wordt genoemd, waar hij poogt de Hemel te bereiken (wat refereert aan de allusie uit de Sumerische koningslijst), met als doel een plant te bemachtigen die hem zou toelaten een mannelijke opvolger op de troon van Kish te krijgen. Het einde van de tekst ontbreekt, dus weten we niet of hij daar werkelijk in slaagde, al lijkt dat wel het geval, aangezien de koningslijst hem een zoon als opvolger toekent onder de naam Balih.